# ファースト・ヴィエナFC
ファースト・ヴィエナ・フットボールクラブ1894（英語: First Vienna Football Club 1894）は、オーストリアのウィーン（英語: ヴィエナ）第19区デープリングをホームタウンとするサッカークラブ。オーストリアで最も古く伝統的なサッカークラブである。2014年にクラブ創設120周年を迎えた。

## 歴史
1894年8月22日にファースト・ヴィエナFCの創設会議が開催された。ロゴには三脚巴、クラブカラーにはロスチャイルド家の青と黄が採用された。同年11月15日にヴィエナ・クリケット・アンド・フットボールクラブとクラブ最初の試合を行った。1898-99シーズンのチャレンジカップで優勝し、クラブ初のタイトルを獲得した。1921年6月19日、ホームスタジアムとなるシュターディオン・ホーエ・ヴァルテが開場した。1923年4月15日、85,000人の大観衆の前でオーストリア代表対イタリア代表の試合が開催された。
ファースト・ヴィエナは1911-12シーズンに創設された全国サッカーリーグの創設時のメンバーであり、1931年に初優勝を飾った。1929年にはオーストリア・カップ決勝でラピード・ウィーンを破って初優勝を果たしていた。1931年はミトローパ・カップでも初優勝した。ナチス・ドイツ占領下の1943年、チャンマーポカールで1.FCニュルンベルクやシャルケ04、LSVハンブルクを破って初優勝した。

## タイトル

### 国内
- オーストリア・ブンデスリーガ：6回
  - 1930-31, 1932-33, 1941-42, 1942-43, 1943-44, 1954-55
- オーストリア・カップ：3回
  - 1928-29, 1929-30, 1936-37
- DFBポカール：1回
  - 1943

### 国際
- ミトローパ・カップ：1回
  - 1931

## 歴代所属選手

### GK
- ミヒャエル・コンゼル 1982-1984
- ユルゲン・マッホ 1997-2000

### DF
- マルヤン・マルコヴィッチ 2011-2012
- アンドレアス・ドーバー 2012-2013

### MF
- カール・コラー 1949-1966
- アンドレアス・ヘルツォーク 1988

### FW
- ハンス・クランクル 1979-1980
- マリオ・ケンペス 1986-1987
- イヴィツァ・ヴァスティッチ 1991-1992
- シュテファン・マイヤーホーファー 2002-2003
- エルダル・トピッチ 2010-2011
- フィリップ・ホジナー 2010-2011
- ルーカス・ヒンテルゼーア 2012

## 歴代監督
- カール・コラー 1968
- ヴラディミル・ベアラ 1979
- ペーター・シュテーガー 2005